# ウロコアシナガグモ

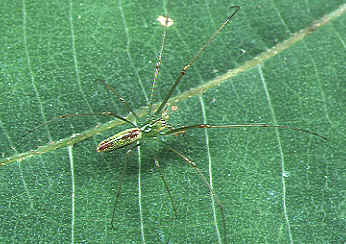
雄成体

ウロコアシナガグモ Tetragnatha squamata は、小柄なアシナガグモ属のクモ。緑色に輝く体色が特徴。

## 特徴
体長は雌で4-6mm、雄では3-5.5mm、この大きさはアシナガグモのほぼ半分程度である。全身が金属光沢を持った緑色を呈するが、腹部のそれは金緑色の鱗状のものが一面に並んでいることによる。これは刺激を受けると収縮するので、腹部の色が黒っぽく変化する。雄の腹部は細く、背面に縦長の赤色斑がある。細部では眼の配列が同属中ではやや特殊で、側眼が前後離れており、前中眼間と同じくらいの距離をとる。また、歩脚に刺が多い。

## 分布と生息環境
日本では北海道から九州までと伊豆諸島、それに南西諸島に分布する。国外では台湾、韓国、中国から知られる。
都市部の街路樹や緑地から庭園、公園や水田、河原から林道脇や渓流沿いまで、広く見られる。

## 生態など
人の背丈程度の高さの枝葉の間に網を張る。網は円網で、水平から垂直まで様々な角度をとる。また網を張らず、樹枝上で昆虫を直接に捕獲することも知られる。
卵嚢は表面が白いふわふわした糸に包まれる。雌親はこれを葉裏に着け、その上で卵嚢を守る。

## 類似種など
日本において、同属で本種と似たものとしては、以下の2種が挙げられる。
- T. yesoensis：エゾアシナガグモ
- T. tanikawai：タニカワアシナガグモ

エゾは本州・四国・九州では山地に生息し、平地には出ない。タニカワはトカラ列島以南の南西諸島に分布する。これらの区別について、八木沼(1986)はエゾの方が本種より大きいこと、新海(2006)はタニカワについて腹部に黒斑があることと全体に黄色みを帯びることを挙げている。小野編著(2009)はこのほかに雄の大顎の形態、交接器の構造に触れた上で、雌では区別が難しいことを指摘している。